# Wapen van Goes
Het wapen van Goes is oorspronkelijk een stadswapen dat al sinds de middeleeuwen bestaat en sinds 1817 het gemeentewapen van de gemeente Goes en is gevormd uit het wapen van Albrecht van Beieren (uit het Huis Wittelsbach) die omstreeks 1400 stadsrechten verleende aan Goes. De hertogen van Beieren waren toentertijd graven van de Nederlandse graafschappen Henegouwen, Holland, Zeeland en Friesland geworden. Het onderste deel bestaat uit de witte gans van Zuid-Beveland.

## Eerste wapen
Het eerste wapen van Goes werd op 31 juli 1817 toegekend, en had de beschrijving:
"Gevierendeeld : I en IV in zilver spitsgeruit van azuur, II en III gevierendeeld : a en d :in goud een leeuw van sabel, b en c: in goud een leeuw van keel, een schildvoet van sabel, beladen met een gans van zilver, gebekt en gepoot van keel. Het schild gedekt met een gouden kroon van 3 bladeren en 2 parels."
Opmerking: Op de tekening van het register van de Hoge Raad van Adel heeft de kroon 2 x 3 parels.

## Tweede wapen
Op 21 juli 1970 werd een enigszins aangepast wapen toegekend: de leeuwen kregen een andere kleur tong en nagels. De beschrijving luidt:
"Gevierendeeld : I en IV spitsgeruit van zilver en azuur, II en III opnieuw gevierendeeld met in a en d in goud een leeuw van sabel, getongd en genageld van keel, en in b en c in goud een leeuw van keel, getongd en genageld van azuur; een schildvoet van sabel met een gans van zilver, gebekt en gepoot van keel. Het schild gedekt met een gouden kroon van 3 bladeren en 2 paarlen."

## Verwante wapens

Wapen van Willem V van Beieren
Wapen van Zuid-Beveland